# Aleksandr Andreev
Aleksandr Andreev Berhatliev (Александър Андреев Берхатлиев; Loveč, 25 febbraio 1879 – Sofia, 1º febbraio 1971) è stato uno scultore bulgaro.
Dopo gli studi a Sofia, si trasferì a Monaco di Baviera e di qui a Berlino. La sua opera più pregevole è il monumento a memoria di Ilarion Makariopolski, a Sofia.